# Nathan Söderblom
Lars Olof Jonathan Söderblom plus connu sous le nom de Nathan Söderblom, né le 15 janvier 1866 dans la province suédoise de Hälsingland et mort le 12 juillet 1931 à Uppsala, est un pasteur luthérien suédois.
Archevêque d'Uppsala, il reçoit le Prix Nobel de la paix en 1930 « pour ses efforts pour impliquer les Églises pas seulement dans le travail pour l'union œcuménique, mais aussi pour la paix mondiale ».

## Années de formation
Nathan Söderblom est le fils de Jonas Söderblom, pasteur de l'Église suédoise piétiste, et de Sophia Blume. Parmi ses ancêtres, on compte un évêque d'Oslo.
Comme étudiant à l'université d'Uppsala, Söderblom gagne le respect autant par sa réussite intellectuelle que par son charme personnel, sa vitalité et son talent oratoire. Il obtient sa licence en 1886 avec les félicitations, en grec et une compétence reconnue en hébreu, en arabe et en latin. Cet excellent bagage linguistique l'outille pour la recherche qu'il poursuit à la faculté de théologie de l'Université d'Uppsala où, pendant les six années suivantes, il continue des études approfondies en théologie et en histoire des religions.
Depuis sa création en 1888 et durant cinq ans, Söderblom  est le rédacteur en chef de Meddelanden, la revue de l'association missionnaire étudiante, où sont publiées les premières pages de ce qui deviendra une bibliographie personnelle de 700 articles. En 1890 il suit la conférence des étudiants chrétiens en Nouvelle-Angleterre donnée par un ecclésiastique invité, à la suite de quoi il écrit dans son journal intime une phrase qui devait s'avérer prophétique : « Seigneur, donne moi l'humilité et la sagesse d'œuvrer pour que ton Église soit libre et unie. »

## Carrière
Ordonné pasteur en 1893, il est d'abord aumônier à l'hôpital psychiatrique d'Uppsala, il recherche un poste qui lui permette d'épouser Anna Forsell, une étudiante douée qui lui donnera treize enfants tout en collaborant activement à l'édition de ses travaux. Il accepte l'appel de l'Église suédoise de Paris, couplé au poste d'aumônier à l'ambassade de Suède à Paris de 1894 à 1901, et pendant la période où se discute en France la loi de séparation de l’Église et de l’État (1905).
Pendant sept ans, de 1894 à 1901, Söderblom prêche à Paris, où sa congrégation inclut Alfred Nobel et August Strindberg, aussi bien que les peintres suédois et norvégiens, auteurs, hommes d'affaires, diplomates et visiteurs à la ville. Il passe les étés à Calais dans la recherche et l'écriture tout en servant d'aumônier aux marins suédois dans le secteur. Il profite de cette période pour soutenir une thèse de doctorat en religion comparée à la faculté de théologie protestante de Paris où il est le premier étranger admis. Il est appelé à Sanremo en 1897 pour présider le service commémoratif pour un autre illustre suédois, citoyen du monde, Alfred Nobel.
En 1901, il obtient un doctorat de religion comparée de la Sorbonne pour une thèse  portant sur le Mazdéisme. À cette époque, la Faculté de théologie protestante de Paris, issue du repli de la faculté de théologie de Strasbourg a une vingtaine d'années. Elle unit la formation des théologiens luthériens et réformés dans une seule école sous l'impulsion de Auguste Sabatier et d'Eugène Ménégoz. L'expérience de Söderblom en France augmente sa résolution de jeunesse visant à favoriser « l'unité libre » entre les Églises chrétiennes. Un de ses biographes, Charles J. Curtis, précise que sa maîtrise du français et sa compréhension de la culture française et parisienne lui ont donné des perspectives internationales, que les courants théologiques français fusionnant avec ceux de sa terre natale ont solidifié son libéralisme théologique, et que le travail social parmi les Scandinaves en France l'a convaincu que l'action sociale de l'Église était aussi, voire plus importante, que la doctrine, le rapprochant par là du courant du « christianisme pratique » de Wilfred Monod, alors pasteur au Petit-Quevilly, près de Rouen (France).
Il devient alors professeur d'histoire des religions à l'université d'Uppsala, et concurremment, de 1912 à 1914, tient une chaire à l'université de Leipzig. En ces années productives, il rédige une série de livres sur l'histoire religieuse, la psychologie religieuse, et la philosophie religieuse. Avec un groupe de collègues et d'étudiants brillants à Uppsala, Söderblom mène une renaissance théologique en Suède, donnant un statut au champ du comparatisme religieux, poursuivant le thème de l'unionisme dans le christianisme et du caractère historique et personnel de la révélation, incorporant l'étude des religions non-chrétiennes à la recherche théologique sur le christianisme, et stimulant des études renouvelées sur la vie et la pensée de Martin Luther.
L'élection de Söderblom en 1914 comme archevêque d'Uppsala, et, en conséquence, au primat de l'Église de Suède, fut une surprise. D'habitude, le roi choisissait un nom sur une ardoise indiquant les  trois premiers d'une liste issue du vote de seize collèges électoraux. En première et deuxième place étaient deux évêques distingués qui cumulaient 80 % des suffrages tandis qu'en troisième lieu venait Söderblom, pasteur et professeur, avec dix-huit pour cent des voix. Depuis 1670, les évêques n'avaient jamais été déboutés. Söderblom, un luthérien dans une Église qui maintient la succession apostolique, apprécie la tradition liturgique et de dévotionnelle de l'office catholique traditionnel, tout en percevant la  valeur des travaux des chercheurs protestants libéraux. Il considérait que sa vocation tendait à faire fonctionner une coopération pratique unie du christianisme, catholique et protestant, et voyait le débat sur les questions sociales comme une première étape pleine de promesses. 
Pendant la Première Guerre mondiale, il travaille inlassablement à l'amélioration de la condition des prisonniers de guerre et des réfugiés. Pour cette tâche comme pour son engagement concernant l'unité de l'Église universelle et la paix du monde, il reçoit le prix Nobel de la paix en 1930.
Les dix-sept dernières années de sa vie, Söderblom administre les fonctions de chef de l'Église établie, visitant les églises dans tout le pays, collectant des fonds pour rouvrir de vieilles églises et en construire de nouvelles, rétablissant les rituels ecclésiastiques raffinés du passé, imprégnant le travail de l'Église avec la ferveur évangélique, donnant des conférences, conseillant l'administration de l'université d'Uppsala en tant que pro-chancelier ex officio, tout en continuant ses propres recherches et publications. Il travaille à améliorer les rapports de l'Église avec les masses laborieuses comme avec les intellectuels.

## Aspects internationaux
Internationalement, il est mieux connu, comme architecte du mouvement œcuménique au XXe siècle. Pourtant, il n'a pas de notice biographique dans l'Encyclopedia britannica de 1911. Aucune mention de son nom ne figure dans le décret Unitatis Redintegratio (21 novembre 1964), texte de Vatican II qui fonde l'œcuménisme catholique. Il avait déjà commencé à engager l'intercommunion entre l'Église suédoise et l'Église d'Angleterre dès 1909. 
En 1920, il invite l'évêque Woods de Peterborough, Angleterre, à participer à la  consécration de deux évêques luthériens suédois. L'année suivante, en manière de réciprocité, Söderblom est accueilli par Woods à Peterborough, avec le mouvement qui deviendra « Vie et Travail »'. À Stockholm, en 1925, il organise le Concile universel Vie et Travail. En même temps, en 1927, un groupe significatif d'anglicans et d'épiscopaliens dont avait formé une conférence inter-dénominationelle Foi et Constitution. Après sa mort, en 1948, les deux groupes fusionneront pour former le Conseil œcuménique des Églises sous l'impulsion de son successeur Willem Visser 't Hooft.
Söderblom constate que le mouvement œcuménique est entravé durant cette période pour différentes raisons : les fonctionnaires français, allemands, et américains d'Église étaient conservateurs, l'archevêque de Canterbury se révèle prudent, les patriarches des Églises orthodoxes orientales émergeant juste de l'isolement. L'opposition constante du Vatican, tant celle de Pie XI et son encyclique Mortalium Animos du 6 janvier 1928 que celle de divers ecclésiastiques comme le jésuite John Wyne, le prêtre Charles Journet ou le cardinal Armido Gasparini. 
La conférence de Stockholm en 1925 rassemble anglicans, protestants, et chrétiens orthodoxes ; elle est l'événement culminant dans les efforts œcuméniques de Söderblom. Le Vatican est absent ; dans son discours d'ouverture, Söderblom regretta l'absence de « l'Apôtre Pierre ». La conférence, décrite en détail dans le livre Stockholm 1925 de Söderblom, exprime une base pour une future foi œcuménique, souligne la nécessité de réconcilier les philosophies concurrentes de la spiritualité subjective et de l'action sociale objective, et cherche une voie d'unité pour finir par lancer un appel pour la paix du monde.
Söderblom était fier de son élection à l'Académie suédoise en 1921, de son prix Nobel de la paix  en 1930, et de son invitation à donner les conférences de Gifford à Édimbourg en 1931. Pour ce cursus célèbre, il projetait un grand effort de recherche — deux  séries de conférences à livrer l'une en 1931 et l'autre en 1932, devant être éditées en deux volumes. La première série de dix conférences fut donnée entre le 19 mai et le 8 juin 1931. Un titre approprié pour son livre se faisait attendre, il le trouva le dernier jour de sa vie, le 12 juillet 1931 : Dieu vivant.

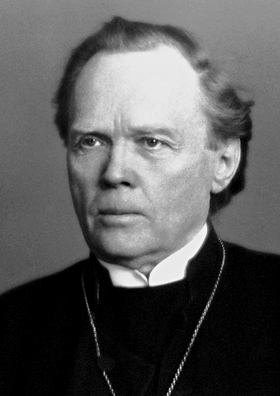
L'archevêque Nathan Söderblom, Prix Nobel de la Paix en 1930.
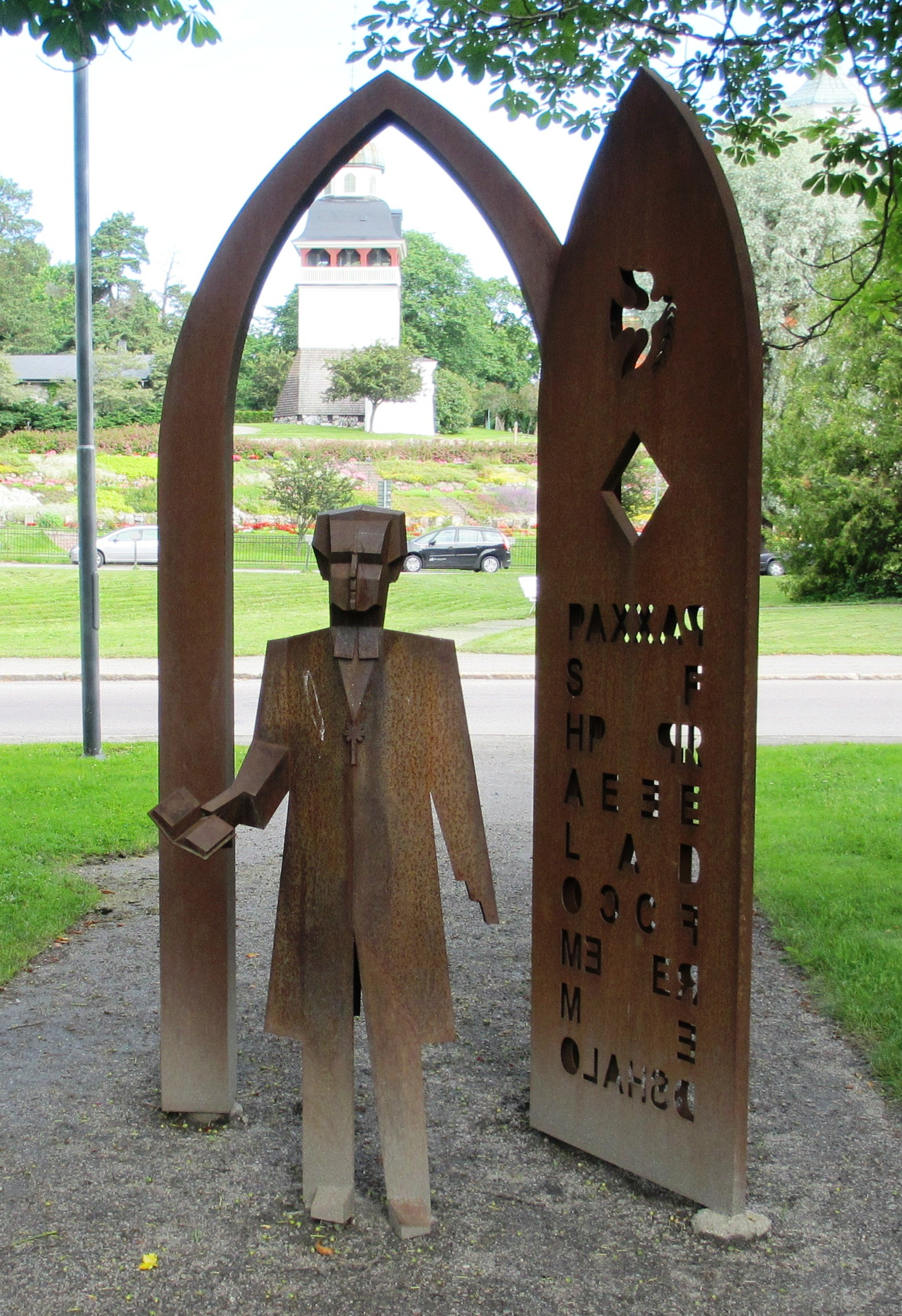
Œuvre en hommage à Nathan Söderblom réalisée par Thomas Qvarsebo.
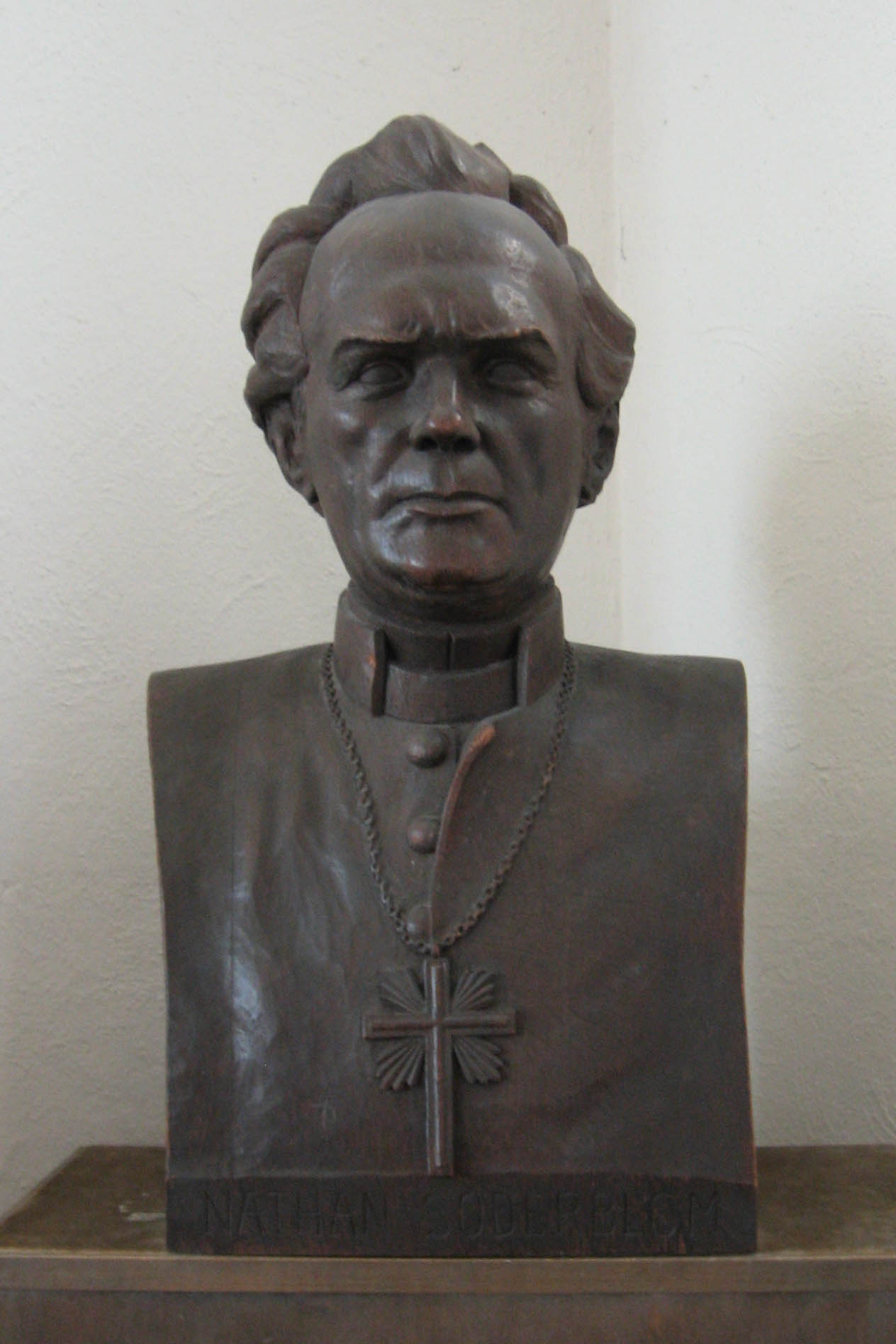
Buste représentant Nathan Söderblom (église de Kungsholms, Stockholm, en Suède.).

## Distinctions
- Commandeur grand-croix de l'ordre royal de l'Étoile polaire